# Podem Peak
Der Podem Peak (englisch; bulgarisch връх Подем wrach Podem) ist ein 800 m hoher und vereister Berg auf der Brabant-Insel im Palmer-Archipel westlich der Antarktischen Halbinsel. Im südöstlichen Teil des Basarbovo Ridge in den Stribog Mountains ragt er 3,23 km südöstlich des Mediolana Peak, 4,54 km südwestlich des Einthoven Hill und 2,7 km westnordwestlich des Bov Point auf. Letzterer ist ein Ausläufer dieses Bergs. Seine steilen Südhänge sind teilweise unvereist. Der Malpighi-Gletscher liegt südwestlich und der Swetowratschene-Gletscher nordöstlich von ihm.
Britische Wissenschaftler kartierten ihn 1980 und 2008. Die bulgarische Kommission für Antarktische Geographische Namen benannte ihn 2015 nach der Ortschaft Podem im Norden Bulgariens. 